# José Ortiz Echagüe
José Ortiz Echagüe (Guadalajara, 2 de agosto de 1886-Madrid, 7 de septiembre de 1980) fue un ingeniero militar, piloto, empresario y fotógrafo español. Su hermano, Antonio Ortiz Echagüe, fue pintor.

## Biografía

### Nacimiento y familia
Nació en 1886 en Guadalajara, ciudad cercana a Madrid, en la que su padre, Antonio Ortiz Puertas, comandante del cuerpo de Ingenieros, estaba entonces destinado, como profesor de la Academia Militar de Ingenieros en esa ciudad. Antonio Ortiz Puertas, hijo de un médico de Guadix, estaba casado con Dolores Echagüe Santoyo, nacida en Vitoria en 1860, en una familia de abolengo, entre cuyos antecesores estaba el general Rafael Echagüe y Bermingham, Conde del Serrallo, que ganó ese título en la guerra de África (1860) y que fue gobernador de Filipinas (1862-1865). El matrimonio tuvo siete hijos: dos mujeres —Encarnación y Carmen— y cinco varones: Joaquín, Antonio, Mariano, José y Fernando.
En 1890 Antonio fue trasladado a la guarnición de Logroño, como teniente coronel del primer Regimiento de Zapadores. En esa ciudad vivió José Ortiz Echagüe hasta 1903, año en el que, con diecisiete años de edad, ingresó en la Academia de Ingenieros de Guadalajara.
José tuvo un gran afecto a Logroño y a la región española de La Rioja, en la que hizo sus primeras fotografías. Él hubiera deseado ser pintor, como su hermano Antonio Ortiz Echagüe https://es.wikipedia.org/wiki/Antonio_Ortiz_Echag%C3%BCe, tres años mayor que él, el cual había conseguido que su padre le autorizase a seguir su gran vocación artística, pagándole, con mucho esfuerzo, su estancia en París, meta de todo el que, en aquel entonces, quería llegar a ser alguien en la pintura. Antonio marchó a París teniendo catorce años y José hubiera deseado seguir sus pasos, pero su padre se negó, alegando que "con una calamidad tenían ya bastante en la familia". No podía imaginar entonces que Antonio tendría con el tiempo, como pintor una trayectoria muy brillante.
Es muy probable que su tío Francisco Echagüe, por entonces agregado militar en la Embajada española en París, tuviera noticia del disgusto de su sobrino José ante esa negativa y, siendo él mismo un gran aficionado a la fotografía, le regaló, cuando tenía doce años una sencilla cámara Kodak, con la que José empezó a hacer sus primeras fotografías.
Terminados sus estudios de ingeniero militar, José tuvo un primer destino en San Sebastián, a donde habían ido a vivir sus padres y sus dos hermanas, pero que duró poco, pues fue enviado en 1909 a combatir en la guerra de África, donde, además de participar en combates de tierra, hizo sus primeras fotografías desde globos de observación.

### Piloto militar en España e ingeniero en Buenos Aires
En 1911 pasó a formar parte del primer grupo de cinco militares que se formaron y titularon como pilotos de aviación, título que recibió ese mismo año con el número tres.
Conoció en San Sebastián a Carmen Rubio Sandoval y deseando tener mejores ingresos antes de la boda, logró una plaza de ingeniero en el ayuntamiento de la ciudad de Buenos Aires, entonces en plena expansión. Pidió baja temporal en el ejército y marchó a Argentina en 1912, y en su capital hizo buena amistad con el entonces as de la aviación argentina, Jorge Newberry, que le facilitó poder seguir volando en el Aeroclub. No había pasado un año desde su llegada, cuando le llegó la noticia de que había de nuevo guerra en Marruecos y que sus compañeros aviadores estaban en Tetuán, tomando parte en una nueva campaña; incluso supo que algunos habían sido heridos.

#### Un vuelo accidentado
Se sintió como un desertor y, en esa situación, tuvo la alegría de ser llamado por un prócer español, el Conde de Artal, que vivía en Argentina, el cual le dijo que quería regalar tres aviones del último modelo al ejército español en el Marruecos español, proponiéndole que fuera a Francia a comprarlos y que se ocupase de su transporte a Tetuán. Aceptó con alegría el encargo y marchó cuanto antes, en 1913, a París, acompañado de Newberry, donde compró tres aviones “Morane-Saulnier” –los primeros monoplanos- que tenía ya encargados el piloto argentino. Envío dos aviones por ferrocarril, pero decidió intentar volar de París a Madrid con el tercer aparato, vuelo que, hasta entonces, sólo había hecho el francés Vedrines en unos ocho días.
José tuvo que esperar varios días, pues todo el cielo de Francia estaba cubierto y entonces tenían que volar con visibilidad. Pero finalmente, se decidió a despegar, volando sobre las nubes. Quería aterrizar cerca de Burdeos, donde sabía que pasaba unos días el rey Alfonso XIII. Cerca de Burdeos vio un claro en las nubes y decidió aterrizar en pleno campo para estar seguro sobre su ruta. Al volver a despegar y apenas alzado el vuelo se le incendió el avión, intentó aterrizar y tuvo que saltar del avión incendiado, del que solo sobrevivió el motor y algunos elementos metálicos. Ese accidente tuvo una influencia decisiva en su vida. Tras reponerse de sus roturas de huesos en un hospital francés, marchó a Tetuán con los restos del avión —prácticamente sólo el motor— y allí, con la ayuda de unos excelentes carpinteros catalanes, pudo reconstruirlo y volver a volar con él. Se puede decir que ese fue el comienzo de la industria aeronáutica española.

### Una fecha histórica: 14 de febrero de 1914 - El primer vuelo entre el continente africano y el europeo
En 1914 José se encontraba en África junto con uno de sus compañeros de promoción como pilotos, el capitán Emilio Herrera. Tuvieron noticia de que el rey Alfonso XIII estaba pasando unos días en Sevilla y propusieron al general Marina, que mandaba las tropas en África, que les diese un mensaje de adhesión al Rey para llevárselo en vuelo hasta Sevilla. Hasta ese momento no se había realizado todavía ningún vuelo entre el continente africano y el europeo y sería la primera vez que un avión sobrevolaría el estrecho de Gibraltar.
El general aceptó la idea, los dos pilotos, luchando contra un fuerte viento lateral, sobrevolaron por vez primera el Estrecho y aterrizaron en un aeropuerto solitario, a unos cuantos kilómetros de Sevilla. Era el 14 de febrero de 1914, una fecha que marca un hito en la historia de la aviación mundial. Por primera vez se habían unido África y Europa por avión. Habían despegado en Tetuán pasadas las 13.30 h. y aterrizaron en Sevilla a las 18 horas, empleando casi cinco horas en salvar los 208 kilómetros en línea recta que separan las dos ciudades. Habían utilizado como avión un biplano de fabricación francesa, modelo Nieuport 6, con un fuselaje construido con madera y tela. En el avión no llevaban radio ni paracaídas, que se empezaron a experimentar posteriormente en la Primera Guerra Mundial.
Los dos pilotos afianzaron el avión con unas maromas e iniciaron la marcha a pie, pero fueron vistos por dos personas que viajaban en uno de los pocos automóviles que entonces circulaban, que les llevaron hasta el Alcázar, donde se alojaba el rey, que los recibió efusivamente y, tras leer el mensaje, les comunicó que les había nombrado gentilhombres de cámara. Los dos oficiales se ofrecieron a regresar al día siguiente llevando una respuesta del Rey. A Alfonso XIII le pareció muy bien la propuesta e hizo llevar a los dos pilotos en uno de sus Hispano-Suiza al mejor hotel de Sevilla.
Según contaba Ortiz Echagüe a sus hijos, a pesar de lo cansados que estaban y de lo confortable de las habitaciones, durmieron muy mal, pues oían que se había levantado un fuerte viento y temían por su avión. Al día siguiente llegaron a recogerles, trayendo la respuesta del Rey y, en uno de sus coches, les llevaron al solitario aeropuerto. Cuál sería su desolación cuando, al llegar, vieron que el fuerte viento había destrozado el avión, construido con telas y maderas. Les llevaron entonces a Algeciras, desde donde pasaron en barco a Tetuán.

### Sus primeras construcciones de aviones y fundación de C.A.S.A.
En 1915, José Ortiz Echagüe contrajo matrimonio en Madrid con Carmen Rubio Sandoval. Del matrimonio nacieron ocho hijos: Mariano (1917), José (1920), César (1921) fallecido a los tres años de edad; Carmen (1924), César (1927); Teresa (1929); los gemelos, Fernando y Eduardo (1935).
En ese mismo año Ortiz Echagüe regresó desde Tetuán, con los tres aviones que había adquirido en Francia, al aeropuerto de Cuatro Vientos. Mientras tanto había estallado la Primera Guerra Mundial y el ejército español no podía comprar nuevos aviones en el extranjero. Fue la ocasión que aprovechó José para conseguir un contrato con la aviación militar para construir cuarenta aviones, copiando los tres que había comprado en Francia, y fabricando, además, un modelo original español. Los realizó, con gran éxito, en los Talleres Carde y Escoriaza de Zaragoza. Fabricó cuarenta unidades, que pilotó él mismo en Cuatro Vientos y todas fueron aceptadas y luego utilizadas por la Fuerza Aérea.
Pero, al terminar la guerra mundial, resultaba mucho más económico comprar aviones de los muchos fabricados en los países beligerantes y quedó interrumpida esa primera etapa de la industria aeronáutica española. Pero Ortiz Echagüe no perdió la esperanza de volver a reanudarla algún día.
Al terminar en 1918 su primera etapa de constructor de aviones, José montó un taller en el Cerro de la Plata, en que fabricó piezas muy variadas para material del ejército y de la aviación. Allí fue formando a los maestros que serían la base de su futura amplia actividad industrial. Pero entrados los años 1920, ya no se podían comprar aviones baratos fuera de España y en José se reavivó su antiguo deseo de construir aviones.
Empezó a hacer gestiones para reunir el capital necesario, que le permitiera fundar una empresa, que pudiera fabricar, con patente francesa, los aviones de la casa Breguet, que fueron los primeros totalmente metálicos. Las gestiones culminaron con un contrato para la fabricación de esos aviones para el ejército del Aire español y se procedió a la fundación (marzo de 1923), de la empresa Construcciones Aeronáuticas S.A. (C.A.S.A.), que sigue siendo una empresa puntera en la industria aeroespacial, formando parte del gran consorcio europeo Airbus.
Inmediatamente comenzó con la construcción de los talleres en Getafe y en noviembre de 1926 voló allí el primer sesquiplano Breguet XIX construido en CASA (noviembre de 1926). Pero, en ese mismo año, al saber que la aviación militar española había empezado a comprar hidroaviones Dornier Wal de patente alemana, pero fabricados en Italia (Alemania no podía construirlos a causa del Tratado de Versalles), se decidió a levantar una nueva factoría en Cádiz para fabricar esos modelos. En 1929 se terminó allí la primera serie de dieciocho unidades. Ortiz Echagüe voló en uno de ellos, haciendo probablemente las primeras fotografías aéreas de la bahía de Cádiz y de la factoría.
En la etapa 1944-1952, a causa del bloqueo que sufrió España a partir de 1944, impuesto por los países ganadores de la Segunda Guerra Mundial para lograr la retirada de Franco del poder, la empresa se vio obligada a limitar mucho su producción. Recuperada su actividad a partir de 1952, CASA ocupó, en sus casi cien años de existencia, un lugar importante en el mundo de la aeronáutica. Dos aviones suyos del modelo Breguet batieron en las décadas de 1920 y 1930 récords mundiales.
Desde 1923 hasta 1944 CASA fabricó aviones con patentes francesas, alemanas, inglesas y norteamericanas. A partir de 1952 la empresa española ganó varios importantes concursos para el mantenimiento de los aviones militares norteamericanos en Europa. Alcanzó así un gran nivel técnico, que le permitió desarrollar el proyecto y la construcción del avión Aviocar, que tuvo un gran éxito y del que vendió un gran número de unidades en todo el mundo.
Entre los aviones militares norteamericanos que recibían su mantenimiento en la factoría de CASA en Getafe estaba el avión de combate F-100 Super Sabre. Eran aviones monoplazas, pero, de vez en cuando llegaba algún modelo biplaza, equipado para probar pilotos veteranos. José Ortiz-Echagüe vio entonces la posibilidad de realizar uno de sus sueños: pasar la barrera del sonido. Dio órdenes de que le avisaran si llegaba uno de esos modelos bi-plazas y, tras recibir el permiso de las autoridades norteamericanas, el 10 de junio de 1959, voló, con un joven piloto, sobre toda España durante una hora, sobrepasando la velocidad del sonido. Tenía 73 años de edad y recibió un documento que certificaba que era la persona de más edad que hasta entonces había logrado esa meta. Otros de esa edad o superior tuvieron probablemente que esperar a conseguirlo en los primeros vuelos del Concorde, veinte años después (1979).
En 1980 CASA fue una de las cuatro grandes empresas europeas (de Francia, Alemania, Reino Unido y España) que dieron lugar a la empresa Airbus, dentro de la cual CASA mantiene su propia organización bajo el nombre de Airbus Spain. José Ortiz Echagüe dirigió la empresa, primero como consejero delegado y después como presidente, desde su fundación en 1923 hasta su dimisión en 1970.

### La guerra civil española
El 18 de julio de 1936 el general Franco y otros militares dieron un golpe de Estado contra el gobierno de la Segunda República española. Ortiz Echagüe no estaba ese día en Madrid, donde inmediatamente después fueron asesinados muchos conocidos empresarios. Estaba con su familia en San Sebastián, donde pudo permanecer semiescondido.
Una vez que las tropas de Franco conquistaron San Sebastián, José, que en 1931 se había dado de baja del ejército como Comandante, para dedicarse plenamente a su actividad industrial, fue ascendido a teniente coronel y puesto a las órdenes directas del general Kindelán, jefe del ejército del aire de los sublevados.
Las tropas golpistas, en su avance hacia Madrid, llegaron pronto a las proximidades de la factoría de CASA en Getafe y las autoridades republicanas dieron orden de desmontar los talleres y trasladar toda la maquinaria a Cataluña para comenzar en Reus la fabricación de aviones con patentes rusas.
Para sustituir esa factoría, en la zona franquista se proyectó la construcción de una nueva factoría y el general Kindelán encargó a Ortiz Echagüe que, a medida que avanzasen las tropas, fuese recogiendo posible maquinaria para esa fábrica. Los republicanos intentaron llevarse a Francia la maquinaria de Reus, pero Ortiz Echagüe consiguió recuperarla toda y volverla a llevar a Getafe.
En marzo de 1938 Ortiz Echagüe y su familia recibieron un duro golpe: los dos hijos mayores, que servían como marineros voluntarios en el crucero Baleares, murieron al ser torpedeado su barco por la flota republicana.
Casi simultáneamente Ortiz Echagüe recibió el encargo de construir y poner en marcha una nueva factoría de CASA en terrenos de los alrededores de Sevilla. En 1940, terminada la guerra civil salieron de la factoría los primeros aviones Heinkel 111 de licencia alemana.

### La Sociedad Española de Automóviles de Turismo (SEAT)
Juan Antonio Suanzes, siendo ministro de Industria, tras haber presidido muchos años el Instituto Nacional de Industria, que consideraba a CASA como una empresa modelo, le preguntó a Ortiz Echagüe en 1948 si estaría dispuesto a poner en marcha, y a dirigir, un antiguo proyecto del Instituto: una fábrica de automóviles en serie, capaz de atender las necesidades del mercado español. Se consideraba muy necesaria, ante la pequeñez y antigüedad del parque automovilístico español (unas 60.000 unidades por entonces en contraste con los veinte millones actuales) y por la imposibilidad de importar automóviles por estar España, bloqueada con sanciones de los países vencedores de la Segunda Guerra Mundial.
Ortiz Echagüe tenía en esa fecha sesenta y dos años, una edad en la que muchos piensan ya en la jubilación y, además, como ya se ha dicho, CASA pasaba entonces una etapa difícil. Pero Ortiz Echagüe consideró que España merecía ese esfuerzo de su parte y accedió a poner en marcha la nueva empresa, poniendo como condición continuar presidiendo CASA.
Ya en 1949 se concretó que se fabricarían modelos de la casa FIAT y que la fábrica se instalaría en Barcelona. El 29 de mayo de 1950, se fundó la empresa, que se denominaría SEAT (Sociedad Española de Automóviles de Turismo), en la que participarían el Instituto Nacional de Industria, los principales bancos españoles y –sólo con el 6 % del capital– la empresa FIAT.
Pronto se decidió que la fábrica se levantase en la llamada Zona Franca de Barcelona, para resolver así el grave problema de la escasez de divisas que entonces sufría España. Ortiz Echagüe llegó a un acuerdo con el entonces presidente de FIAT, el ingeniero Valetta, por el cual, al tener la Zona Franca puerto propio, se podría desembarcar allí maquinaria y material procedente de Italia, aun en los casos en que todavía SEAT no contase con las divisas necesarias para pagarlo. Resuelto el grave problema, se inició rápidamente la construcción de los talleres y oficinas y en 1953 salió de la cadena de montaje el primer automóvil SEAT del modelo 1.400. El segundo modelo en salir de la Zona Franca fue el 600, el modelo más emblemático de SEAT. Su producción comenzó en 1957 y terminó en el verano de 1973; se fabricaron 800.000 unidades aproximadamente. Fue el principal vehículo en el proceso de motorización de la clase media española.
Ortiz Echagüe presentó su dimisión como presidente de SEAT en 1967. Dirigió la empresa durante diecisiete años, en los que se fue aumentando, paso a paso, el número de coches fabricados, hasta llegar a un total de unos 300.000 vehículos.

### Fotógrafo
En el campo de la fotografía artística José Ortiz Echagüe es quizá el fotógrafo español más reconocido, tanto en España como internacionalmente. En 1935 la revista American Photography lo consideró uno de los tres mejores fotógrafos del mundo. Algunos críticos lo consideran el mejor fotógrafo español hasta el momento, lo cual es más meritorio porque la fotografía fue una afición a la que dedicaba ratos libres, especialmente los fines de semana y durante sus viajes.
Desde el punto de vista artístico y por su formación y temática se le podría considerar el representante de la generación del 98 en la fotografía. Se le suele encuadrar dentro de la corriente fotográfica del pictorialismo, aunque esta denominación no le gustaba a Ortiz Echagüe. Su obra fotográfica se enfoca hacia la plasmación de los caracteres más definitorios del pueblo español: sus costumbres y atuendos tradicionales y sus lugares, paisajes y monumentos.
Ortiz Echagüe era un gran enamorado de España y sufría, como tantos españoles, por las grandes diferencias sociales que existían en su patria al comenzar el siglo XX. Veía la posibilidad de contribuir a disminuir esas diferencias creando el mayor número posible de puestos de trabajo calificados, como son los de la industria aeronáutica. Pero tenía claro que ese necesario proceso de modernización de la sociedad española, traería consigo la paulatina desaparición de costumbres y arquitecturas populares de una gran belleza y se propuso conservar su recuerdo con sus cámaras fotográficas.
Todavía llegó a tiempo de captarlas, fotografiando en pueblos perdidos, que muchas veces no tenían carreteras de acceso, para poder retener para el futuro las imágenes de sus habitantes con los atuendos originales y en sus auténticos ambientes arquitectónicos. Sus fotografías nos muestran una España, a veces muy pobre, pero en la que sus personajes muestran una gran dignidad.
Técnica de trabajo

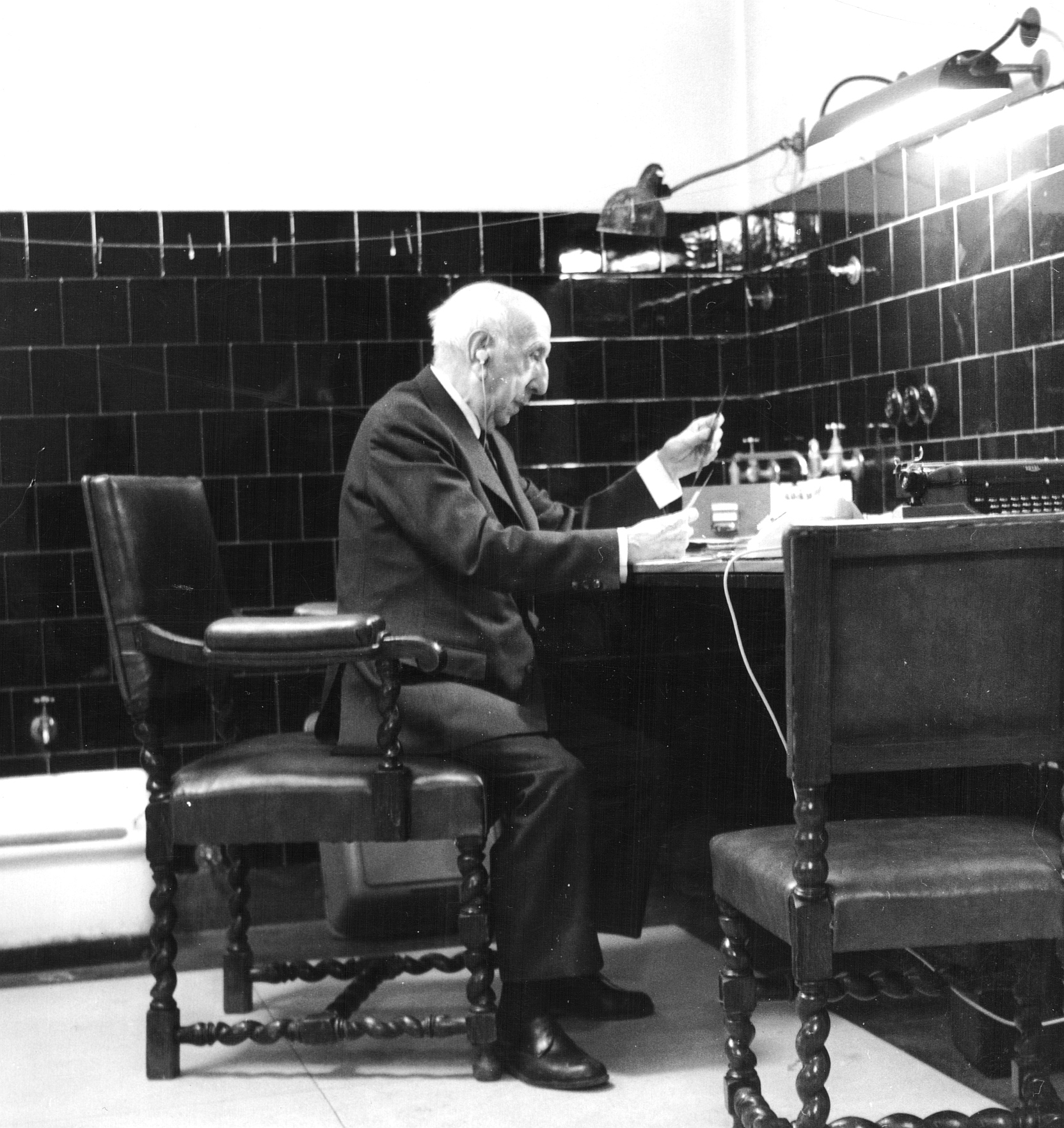
Ortiz Echagüe en su laboratorio fotográfico

En 1898 le regalaron su primera cámara; desde entonces y a lo largo de setenta y cinco años realizó miles de fotografías. Revelaba él mismo sus negativos y los que consideraba de mejor calidad los ampliaba y pasaba a papel, usando una técnica francesa denominada al carbón Fresson, corriente en su juventud, aunque pronto quedó desfasada por el mucho trabajo que requería. Él la usó en toda su obra artística, lo que exigía un especial calidad a sus negativos, así como un mayor contraste, que hace que sus obras sean fácilmente reconocibles. Su producción es casi en su totalidad en blanco y negro.
La escena que iba a ser fotografiada requería mucho trabajo personal, como él mismo describe: "al pasear por los pequeños pueblos, hablo con la gente, selecciono los modelos uno a uno y empiezo la tarea de vestirlos con los trajes típicos. Después de superar las protestas de los modelos que se resisten a colocarse la vestimenta de sus antepasados, los congrego en un ambiente previamente seleccionado, sea una plaza típica, la iglesia humilde o una colina cercana, desde la cual ves el pueblo con su majestuoso castillo que se incluye para formar un fondo maravilloso. El sol acaba de salir o está a punto de ponerse; sus rayos horizontales iluminan claramente los personajes".
Tanto la preparación del papel hasta hacerlo sensible, como el procedimiento de obtención de copias de muy buena calidad requerían mucha paciencia, una extraordinaria habilidad y un perfecto manejo de la técnica por lo que, con el paso de los años y a medida que se simplificaban los procesos fotográficos, los pocos fotógrafos que lo utilizaban lo fueron abandonando.
El papel llevaba una fina capa de gelatina, a la que se añadía pigmento de color negro y se hacía sensible a la luz. El fotógrafo obtenía copias por contacto basándose en el principio de que en las partes de la imagen, expuestas al sol, que recibían menos luz a través de un negativo en papel, la gelatina quedaba blanda y las partes de imagen que recibían más luz se endurecían con lo cual, al lavar la copia –con agua y serrín para producir roce sobre el papel- se eliminaba la gelatina blanda con el pigmento, quedando esa zona blanca mientras que, en cambo, resistía la gelatina endurecida, aprisionando en su interior el pigmento, produciendo zonas negras. De este modo aparece la imagen sobre el papel.
Dicha imagen, con el papel aún húmedo, podía retocarse mediante pinceles, muñequillas de algodón o raspadores lo que daba al autor una gran libertad creativa, aunque Ortiz Echagüe procuraba reducir al mínimo los retoques.
La capacidad de intervención en el resultado final de una fotografía, la mayor riqueza de tonos que proporciona el pigmento y su estabilidad eran los motivos principales de José Ortiz Echagüe para el uso de este procedimiento. Sin embargo, no es este arcaico método lo más importante en las imágenes del autor. Sin un asunto interesante, una buena composición, luces bien dirigidas sobre los modelos y la correcta disposición de la escena, el procedimiento al carbón directo sobre papel Fresson daría lugar a copias vulgares.
Clasificación de su obra

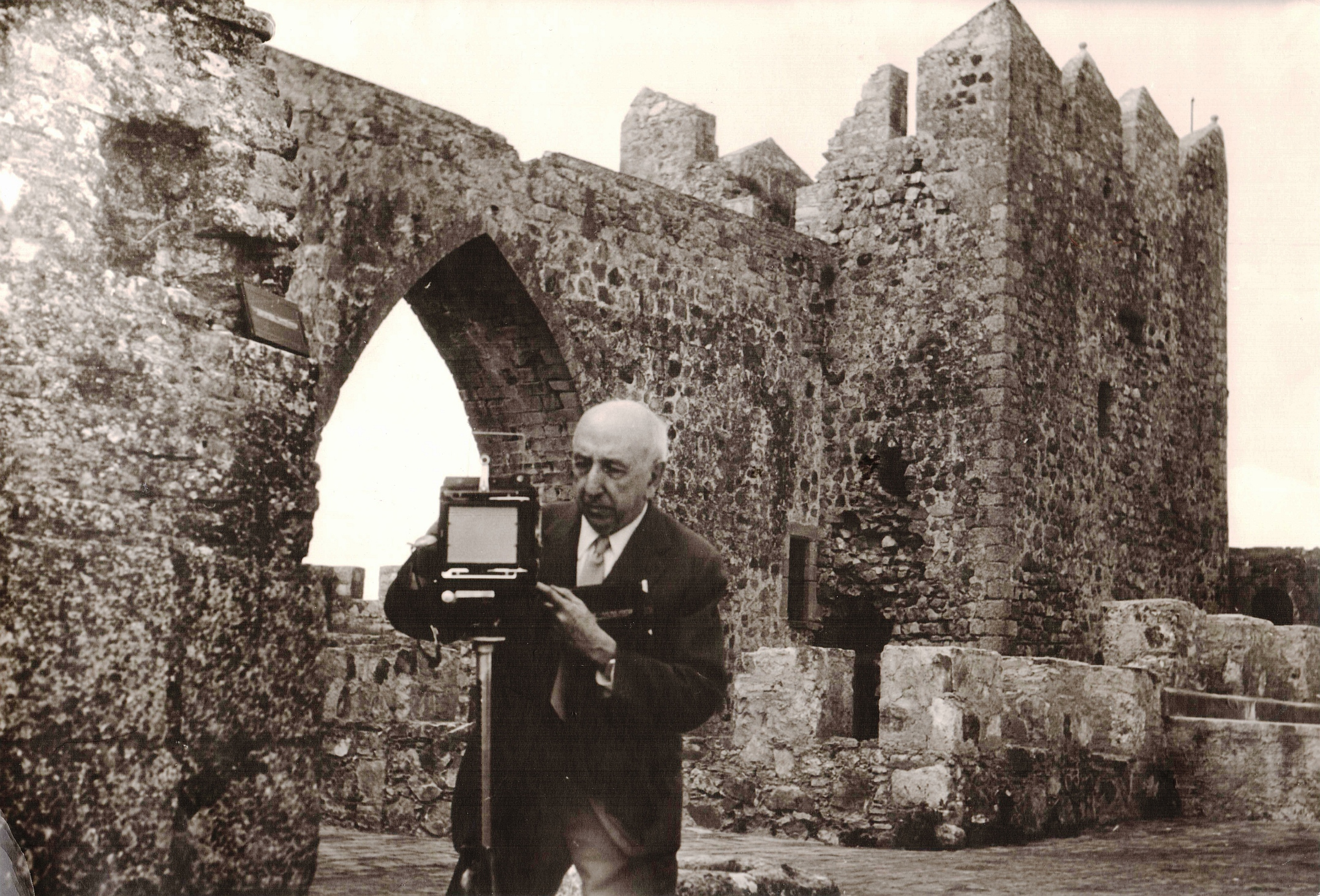
Ortiz Echagüe en 1960

Él mismo hizo una clasificación de sus obras al agruparlas en cuatro libros: España, tipos y trajes (1930), España, pueblos y paisajes (1939), España mística (1943) y España, castillos y alcázares (1956). A estas colecciones se deben añadir otras dos series: Marruecos y Fotos familiares.
En la serie de "Tipos y trajes" contemplamos una sociedad española de gran folclorismo, y a la vez vemos retratos de una gran profundidad humana. Es difícil no sentirse impresionado por ciertas miradas y gestos de los tipos retratados, personajes populares de las calles de algún pueblo español. El mismo declara que su objetivo es "perpetuar en documentos gráficos inalterables con el tiempo, todo lo que la indumentaria española ha sido y es todavía".
En 1929 se celebró con gran éxito en Berlín una exposición con ochenta fotografías de esa serie. Una importante editorial alemana las publicó como libro con el título Spanische Köpfe ( Rostros españoles). Poco después se comenzaron a publicar ediciones en castellano con un original prólogo de José Ortega y Gasset.
En "España, pueblos y paisajes" vemos, más allá de la mera reproducción del monumento o del paisaje, el contraste de las tierras y de los pueblos. Una selección de esa serie se publicó como libro con prólogo de "Azorín".
La serie sobre "España mística" se centra en las comunidades de religiosos de clausura y en devociones populares como procesiones o romerías. En esta serie nos presenta retratos de monjes que nos recuerdan a los monjes de Zurbarán.
Los "Castillos y alcázares españoles" se podrían considerar un grupo dentro de la serie sobre los pueblos y paisajes españoles, aunque se caracterizan por su especial dedicación a esa clase de monumentos, muchos de ellos entonces en estado ruinoso.
La serie de "Marruecos" fue realizada durante su estancia entre 1909 y 1916 como ingeniero militar en el Protectorado Español de Marruecos y durante tres viajes que hizo al Marruecos independiente entre 1964 y 1966. No llegó a publicarla en vida, pero el Museo Universidad de Navarra y el Museo Nacional de Arte de Cataluña, con motivo de varias exposiciones que hicieron posteriormente con fotos de esa serie, publicaron un catálogo con el título Norte de África, que constituye el quinto tomo de las series.
Las fotos familiares son retratos realizados para su familia, muchos de ellos de tan alta calidad como los anteriores, pero no llegaron a publicarse como un tomo más de la serie.
Ortiz Echagüe cuidó mucho desde el principio las ediciones de esos libros. Examinaba en la imprenta las pruebas de las reproducciones de las fotos y sólo si las consideraba de suficiente calidad, permitía que se hiciera la tirada. Pronto vio que lo mejor era editarlos él mismo y darlos luego a una distribuidora. Llegaron a venderse 200.000 ejemplares. Una vez agotados los últimos ejemplares José no se vio con fuerzas para hacer nuevas ediciones. En 1978, un año antes de su fallecimiento, la editorial INCAFO le propuso editar un nuevo libro con una selección de las fotografías de los cuatro agotados añadiendo algunas fotos familiares.
José aceptó la propuesta y, a pesar de sus 92 años de edad, siguió de cerca la marcha de la edición. Tres importantes editoriales: una inglesa, otra alemana y otra francesa editaron el libro en sus respectivos idiomas, tal como puede verse más abajo en las referencias bibliográficas.
Su obra se ha expuesto en numerosos lugares en todo el mundo. Recibió muchos premios en vida, en España y en el extranjero. La mayor parte de su obra está reunida en el Legado Ortiz Echagüe, en el Museo Universidad de Navarra (MUN), que recoge aproximadamente 1500 composiciones originales realizadas según el método de carbón Fresson, así como más de 20.000 negativos. El Museo del Traje de Madrid, dependiente del Centro de Investigación del Patrimonio Etnológico, posee una buena colección de fotografías de la serie de Tipos y Trajes, adquirida en 1933.

## Exposición antológica
El Museo Metropolitano de Arte de Nueva York, bajo el título Spectacular Spain, organizó en 1960 una exposición antológica en la que las fotografías de Ortiz Echagüe figuraron junto a grabados de Goya. Esta exposición recogía ochenta fotografías de nuestro autor.
En 1998 la Universidad de Navarra, titular de la mayor parte del fondo fotográfico de Ortiz Echagüe, basándose en la selección del Museo Metropolitano de Arte organizó una exposición antológica de fotografías que abarcan unos sesenta años de producción hasta 1964. Desde 1998 esta selección recorre diversos museos y exposiciones, entre ellos el Museo Nacional de Arte de Cataluña, el Palacio de Sully de París, la Sala de Armas de la Ciudadela de Pamplona, el Museo Nacional Centro de Arte Reina Sofía -en este último caso sobrepasando los 150 000 visitantes-, el Palacio del Infantado de Guadalajara, o la Sala de Exposiciones del Ayuntamiento de Logroño.

## Su perfil humano y espiritual
Las personas que conocieron y trataron a José Ortiz Echagüe, y algunos descendientes directos que todavía viven, le recuerdan como una persona muy natural y sencilla, seria, pero con gran sentido del humor. Nacido en una familia numerosa, de ajustados recursos económicos y formado bajo disciplina militar, llevó siempre una vida austera y discreta, fomentada por su gran preocupación por las grandes diferencias sociales de España, a la que ya nos hemos referido.
Esa preocupación era también consecuencia de su gran corazón, que le permitió -a pesar de su intenso trabajo- dedicar mucho tiempo a su esposa y a sus ocho hijos. Se preocupó continuamente de la formación y de las necesidades de sus colaboradores y supo acertar en su elección.
De gran inteligencia y con una amplia capacidad de trabajo, demostró su capacidad para la puesta en marcha y el desarrollo de grandes empresas industriales. Cumplía sus obligaciones muy ordenadamente, lo que le permitió encontrar siempre para su familia y sus amigos. Al mismo tiempo tenía una gran sensibilidad artística, que pudo encauzar a través de la fotografía. Era un gran admirador del buen arte, sobre todo de los grandes pintores y escultores españoles y disfrutaba oyendo buena música. Leía mucha buena literatura y su autor preferido era san Juan de la Cruz.
Vivía una profunda fe católica, que no le gustaba exhibir y que fue para él una gran ayuda para superar fuertes contradicciones, en especial las más duras de todas: la muerte de un hijo de tres años y de sus dos hijos mayores (de veintiún y dieciocho años) que combatían en la guerra civil y los problemas ocasionados por un hijo minusválido, al que dedicó un inmenso cariño.
Su gran corazón y sus sufrimientos le fueron llevando a acercarse más y más a Jesucristo y a descubrir el valor de su presencia en la Eucaristía. Esa es la explicación de que, con gran naturalidad, a partir de un cierto momento, decidió acompañar a diario a su esposa a participar en la santa Misa. José Ortiz Echagüe falleció en Madrid el 7 de septiembre de 1980 en su casa de Madrid tras recibir los Santos Sacramentos y rodeado del cariño de sus hijos.